# Roland A. Fischer
Roland A. Fischer (* 27. August 1961 in Rosenheim) ist ein deutscher Chemiker im Bereich der Anorganischen und Metallorganischen Chemie. Er ist Professor an der Technischen Universität München.

## Leben und Wirken
Fischer studierte ab 1981 Chemie an der Technischen Universität München (TUM) und schloss 1986 als Diplom-Chemiker ab. Er wurde 1989 mit einer Arbeit über Koordinationschemie von Alkinen an Rhenium (Synthese, Strukturen und Reaktivität) bei Wolfgang A. Herrmann an der TUM zum Dr. rer. nat. promoviert. Anschließend war er bis 1990 als Post-Doc mit dem Feodor Lynen-Forschungsstipendium der Alexander-von-Humboldt-Stiftung an der University of California, Los Angeles (USA) tätig. Dort forschte Fischer zur Anorganische Molekülchemie und im Speziellen zur metallorganischen chemischen Gasphasenabscheidung von Platin- und Kupfer-Dünnschichten. Er habilitierte sich 1995 an der TUM mit einer Arbeit über „Übergangsmetall-substituierte Alane, Gallane und Indane: Synthese, Reaktivität, Strukturen: molekulare Quellen für die chemische Gasphasenabscheidung von binären intermetallischen Phasen“. Während seiner Habilitationszeit erhielt Fischer das Liebig-Stipendium des Fonds der Chemischen Industrie (FCI; 1990–1992) sowie das Habilitationsstipendium der Deutschen Forschungsgemeinschaft (DFG; 1992–1995).
Von 1996 bis 1997 war Fischer Außerordentlicher Professor für Anorganische Chemie an der Universität Heidelberg. Im Jahr 1997 erhielt er einen Ruf an die Ruhr-Universität Bochum und war dort bis 2015 Professor für Anorganische Chemie II. Fischer wechselte 2015 als Nachfolger von Wolfgang A. Herrmann auf dessen Lehrstuhl an der TUM und ist seitdem dort Professor für Anorganische und Metallorganische Chemie.
Von 2016 bis 2021 war er Vizepräsident der DFG und ist seit 2018 Mitglied der Europäischen Akademie der Wissenschaften. Seit 2018 ist er Direktor des Zentralinstituts für Katalyse-Forschung. Er ist zweiter Vorsitzender der Münchner Chemische Gesellschaft.

## Forschungsleistung
Zusammen mit seiner Arbeitsgruppe erforscht Fischer funktionellen Materialien für fortschrittliche Anwendungen in den Bereichen Energieumwandlung, Katalyse, Gasspeicherung und -trennung, chemische Sensorik, Photonik und Mikroelektronik. Ein Schwerpunkt liegt dabei auf porösen Koordinationspolymeren, insbesondere auf metallorganischen Gerüstverbindungen (MOFs). MOFs sind Koordinationspolymere mit einem offenen Gerüst, weswegen sie große innere Oberflächen haben und darin Gase speichern können. Potentielle Anwendungsgebiete finden sich in Gasspeicherung (z. B. Wasserstoff, Methan), Stofftrennung, Sensorik und Katalyse. Er forschte zu neuartigen MOF-Konzepten wie „Metals@MOFs“, „SURMOFs“ und „QDs@MOFs“ und entwickelte sie weiter. Als einer der Ersten nutzte Fischer die poröse Struktur der MOFs, um dort beispielsweise katalytisch oder optisch aktive Metall-Nanopartikel einzulagern (Metals@MOFs). Zudem lagerte er Halbleiter-Quantenpunkte in MOFs ein und erzeugte damit QDs@MOFs, die vielversprechende Eigenschaften für die Lichtemission oder Photokatalyse aufweisen. Er etablierte außerdem Methoden zur kontrollierten Abscheidung dünner MOF-Filme, die sich für die Sensorik oder Optoelektronik eignen (SURMOFs).
Fischer ist beteiligter Wissenschaftler an verschiedenen Projekten, die von der DFG gefördert werden. Er war Sprecher des abgeschlossenen Schwerpunktprogramms 1119 „Anorganische Materialien durch Gasphasensynthese: Interdisziplinäre Ansätze zu Entwicklung, Verständnis und Kontrolle von CVD-Verfahren“. Seit 2016 ist er Sprecher des Schwerpunktprogramms 1928 „Koordinationsnetzwerke als Bausteine für Funktionssysteme“. Innerhalb dieses Schwerpunktprogramms forscht er zu MOFs. In seinem Reinhart Koselleck-Projekt der DFG führte er ein „Living Library“-Konzept ein, um die Dynamik und Reaktivität von Mischmetallclustern für die Katalyse zu erfassen. Zuvor hatte seine Arbeitsgruppe bereits Partikel, die aus 43 Kupfer- und 12 Aluminiumatomen bestehen, gebaut. Innerhalb dieses Konzepts soll gezielt herausgefunden werden, wie Katalysatorpartikel aus einzelnen Atomen systematisch hergestellt werden können.
Seine Arbeitsgruppe entwickelte eine neue spezielle Schutzschicht für die Zink-Anoden der Batterien, die so die Lebensdauer von wässrigen Zink-Ionen-Batterien signifikant verlängern könnte. Für die Schutzschichte wurde ein poröses, organisches Polymer namens TpBD-2F verwendet.

## Veröffentlichungen (Auswahl)
- mit Max Schütz, Christian Gemel, Maximilian Muhr, Christian Jandl, Samia Kahlal, Jean-Yves Saillard: Exploring Cu/Al cluster growth and reactivity: from embryonic building blocks to intermetalloid, open-shell superatoms. In: Chemical Science. Band 12, Nr. 19, 19. Mai 2021, ISSN 2041-6539, S. 6588–6599, doi:10.1039/D1SC00268F, PMC 8132940 (freier Volltext).
- mit Weijin Li, Song Xue, Sebastian Watzele, Shujin Hou, Johannes Fichtner, A. Lisa Semrau, Liujiang Zhou, Alexander Welle, Aliaksandr S. Bandarenka: Advanced Bifunctional Oxygen Reduction and Evolution Electrocatalyst Derived from Surface-Mounted Metal–Organic Frameworks. In: Angewandte Chemie International Edition. Band 59, Nr. 14, 2020, ISSN 1521-3773, S. 5837–5843, doi:10.1002/anie.201916507, PMC 7154533 (freier Volltext).
- mit David C. Mayer, Aurora Manzi, Raghavender Medishetty, Benedikt Winkler, Christian Schneider, Gregor Kieslich, Alexander Pöthig, Jochen Feldmann: Controlling Multiphoton Absorption Efficiency by Chromophore Packing in Metal–Organic Frameworks. In: Journal of the American Chemical Society. Band 141, Nr. 29, 24. Juli 2019, ISSN 0002-7863, S. 11594–11602, doi:10.1021/jacs.9b04213.
- mit Kolleboyina Jayaramulu, Deepak P. Dubal, Bhawna Nagar, Vaclav Ranc, Ondrej Tomanec, Martin Petr, Kasibhatta Kumara Ramanatha Datta, Radek Zboril, Pedro Gómez-Romero: Ultrathin Hierarchical Porous Carbon Nanosheets for High-Performance Supercapacitors and Redox Electrolyte Energy Storage. In: Advanced Materials. Band 30, Nr. 15, 2018, ISSN 1521-4095, S. 1705789, doi:10.1002/adma.201705789.

## Auszeichnungen
- 2025: Wilhelm-Klemm-Preis der GDCh[6]
- 2022: Internationalen Preis der Japanischen Gesellschaft für Koordinationschemie
- 2017: Ehrendoktor (Dr. phil. h.c.) der Ruhr-Universität Bochum
- 1996: Alfried-Krupp-Förderpreis für junge Hochschullehrer
- 1995: Karl-Winnacker Dozenten-Stipendium
- 1993: Heinz Maier-Leibnitz-Preis der DFG[16]
- 1989: Promotionspreis der TUM[1]